# Renillidae
Renillidae é uma família de corais da superfamília Pennatuloidea, ordem Scleralcyonacea. Inclui apenas o gênero Renilla.